# Lista światowego dziedzictwa UNESCO na Węgrzech
Lista światowego dziedzictwa UNESCO na Węgrzech – lista miejsc na Węgrzech wpisanych na listę światowego dziedzictwa UNESCO, ustanowionej na mocy Konwencji w sprawie ochrony światowego dziedzictwa kulturowego i naturalnego, przyjętej przez UNESCO na 17. sesji w Paryżu 16 listopada 1972 i ratyfikowanej przez Węgry 15 lipca 1985 roku.
Obecnie (stan w 2017 roku) na liście znajduje się osiem obiektów: siedem dziedzictwa kulturowego i jeden o charakterze przyrodniczym.
Na węgierskiej liście informacyjnej UNESCO – liście obiektów, które Węgry zamierzają rozpatrzyć do zgłoszenia do wpisu na listę światowego dziedzictwa, znajduje się jedenaście obiektów (stan w roku 2017).

## Obiekty na liście światowego dziedzictwa UNESCO
Poniższa tabela przedstawia węgierskie obiekty na liście światowego dziedzictwa UNESCO:
Nr ref. – numer referencyjny UNESCO;
Obiekt – polskie tłumaczenie nazwy wpisu na liście wraz z jej angielskim oryginałem;
Położenie – miasto, komitat; współrzędne geograficzne;
Typ – klasyfikacja według Komitetu Światowego Dziedzictwa: 
- kulturowe (K),
- przyrodnicze (P),
- kulturowo–przyrodnicze (K,P);

Rok – roku wpisu na listę/rozszerzenia wpisu na listę;
Opis – krótki opis obiektu wraz z informacjami o jego zagrożeniu.
| Nr ref. | Obiekt | Zdjęcie | Położenie                                                                   | Typ         | Rok       | Opis |
| ------- | --- | ------- | --------------------------------------------------------------------------- | ----------- | --------- | --- |
| 400     | Budapeszt – panorama nadbrzeży Dunaju, dzielnica zamkowa w Budzie i Andrássy út Budapest, including the Banks of the Danube, the Buda Castle Quarter and Andrássy Avenue |         | Budapeszt 47°30′00″N 19°03′00″E/47,500000 19,050000                         | K (ii)(iv)  | 1987 2002 | Stolica Węgier położona nad Dunajem: z zabytkowymi dzielnicami Budy na prawym brzegu i Pesztu na lewym. W Budzie, na nabrzeżu Dunaju znajduje się Zamek Królewski a po przeciwległej stronie rzeki, w Peszcie gmach parlamentu. Brzegi rzeki spina kilka mostów, m.in. XIX-wieczny Most Łańcuchowy. Reprezentacyjną aleją, łączącą Plac Elżbiety z Placem Bohaterów, jest Andrássy út, pod którą biegnie pierwsza w Europie linia metra zbudowana w latach 1893–1896. |
| 401     | Hollókő Old Village of Hollókő and its Surroundings |         | Nógrád 47°59′50″N 19°35′30″E/47,997222 19,591667                            | K (v)       | 1987      | Dobrze zachowana tradycyjna osada z XVII–XVIII w. z 55 domami mieszkalnymi, zabudowaniami gospodarczymi i kościołem. Przykład architektury wiejskiej sprzed kolektywizacji w XX w. |
| 725     | Jaskinie Krasu Węgierskiego (Aggtelek) i Krasu Słowackiego Caves of Aggtelek Karst and Slovak Karst                                                                      |         | Borsod-Abaúj-Zemplén 48°28′32,6″N 20°29′12,7″E/48,475730 20,486870          | P (viii)    | 1995 2000 | System krasowy z 712 jaskiniami, wyróżniający się różnorodnością i koncentracją form na ograniczonym obszarze. |
| 758     | Opactwo benedyktyńskie Pannonhalma i jego otoczenie Millenary Benedictine Abbey of Pannonhalma and its Natural Environment                                               |         | Pannonhalma Győr-Moson-Sopron 47°33′10,0″N 17°45′40,0″E/47,552778 17,761111 | K (iv)(vi)  | 1996      | Kompleks kościelno-klasztorny Benedyktynów, wzniesiony na początku XI w. i przebudowany w stylu barokowym w XVIII w. W 1055 roku mnisi zredagowali tu pierwszy tekst w języku węgierskim. Najstarsze zachowane zabudowania pochodzą z 1224 roku. |
| 474     | Park Narodowy Hortobágy – puszta Hortobágy National Park - the Puszta |         | Hajdú-Bihar 47°31′18,1″N 21°05′32,8″E/47,521689 21,092450                   | K (iv)(v)   | 1999      | Puszta z rozległymi stepami i bagnami we wschodniej części Węgier, przez ponad 2 tys. lat wykorzystywana do wypasu zwierząt. |
| 853     | Cmentarz wczesnochrześcijański w Peczu Early Christian Necropolis of Pécs(Sopianae)                                                                                      |         | Baranya 46°07′00″N 18°23′00″E/46,116667 18,383333                           | K (iii)(iv) | 2000      | Historyczna nekropola rzymskiego miasta Sopianae – na terenie dzisiejszego Peczu z zachowanymi wczesnochrześcijańskimi grobowcami z IV w. Grobowce to podziemne komory grobowe, nad którymi wzniesiono kaplice; charakteryzują się wysokiej jakości malowidłami ściennymi o tematyce chrześcijańskiej. |
| 772     | Krajobraz kulturowy Jeziora Fertö/Nezyderskiego Fertö / Neusiedlersee Cultural Landscape                                                                                 |         | Győr-Moson-Sopron 47°43′09,4″N 16°43′21,8″E/47,719278 16,722722             | K (v)       | 2001      | Krajobraz kulturowy Jeziora Fertö/Nezyderskiego, kształtowany przez 8 tys. lat, jest przykładem wzajemnego oddziaływania człowieka i jego fizycznego otoczenia. Nad jeziorem zachowały się charakterystyczna architektura wiejska oraz kilka XVIII i XIX-wiecznych pałaców, m.in. pałac Széchenyi, Esterháza w Fertőd i zamek rodu Esterházych w Eisenstadt. |
| 1063    | Krajobraz kulturowy Tokaju Tokaj Wine Region Historic Cultural Landscape                                                                                                 |         | Borsod-Abaúj-Zemplén 48°07′17″N 21°24′44″E/48,121389 21,412222              | K (iii)(v)  | 2002      | Region winiarski w północno-wschodnich Węgrzech, oficjalnie ustanowiony w 1737 roku, produkujący tokaj. |

## Obiekty na węgierskiej Liście Informacyjnej UNESCO
Poniższa tabela przedstawia obiekty na węgierskiej Liście Informacyjnej UNESCO:
Nr ref. – numer referencyjny UNESCO;
Obiekt – polska nazwa obiektu wraz z jej angielskim oryginałem na węgierskiej Liście Informacyjnej;
Położenie – miasto, komitat; współrzędne geograficzne;
Typ – klasyfikacja według zgłoszenia: 
- kulturowe (K),
- przyrodnicze (P),
- kulturowo–przyrodnicze (K,P);

Rok – roku wpisu na Listę Informacyjną;
Opis – krótki opis obiektu wraz z informacjami o jego zagrożeniu.
| Nr ref. | Obiekt | Zdjęcie | Położenie | Typ                | Rok  | Opis |
| ------- | --- | ------- | --- | ------------------ | ---- | --- |
| 277     | Średniowieczny zamek w Ostrzyhomiu Le Château-fort médiéval d'Esztergom |         | Komárom-Esztergom 47°47′08″N 18°44′25″E/47,785556 18,740278 | K                  | 1993 | |
| 282     | Jaskinie systemu termokrasowego Budy Caves of the Buda Thermal Karst System |         | Budapeszt 47°30′00″N 19°03′00″E/47,500000 19,050000 | P (viii)           | 1993 | System jaskiń termokrasowych z wodami termalnymi obejmujący m.in. jaskinie Pál-völgyi (odkryta w 1904 roku), Szemlő-hegyi – nazywana „podziemnym ogrodem Budapesztu” (odkryta w 1930), Ferenc-hegyi (odkryta w 1933), József-hegyi – nazywana „jaskinią kryształową” (odkryta w 1984 roku) i Molnár János |
| 1500    | Państwowa stadnina koni w Mezőhegyes State Stud-Farm Estate of Mezöhegyes |         | Mezőhegyes Békés 46°11′07,4″N 20°29′38,4″E/46,185400 20,494000 | K (iii)(iv)        | 2000 | Stadnina koni w Mezőhegyes została założona w 1784 roku przez cesarza Józefa II Habsburga, stając się jednym z najważniejszych ośrodków hodowli koni. Hodowano tu m.in. konie Nonius i Gidran. Do dziś zachowały się stajnie i zabudowania z XVIII w.. |
| 1502    | Skamieniałości z Ipolytarnóc The Ipolytartnóc Fossils |         | Nógrád 48°13′47″N 19°39′31″E/48,229722 19,658611 | P (vii)(viii)      | 2000 | Rezerwat Skamieniałości Ipolytarnóc obejmuje skały osadowe utworzone 24 miliony lat temu oraz skały wulkaniczne sprzed 19 milionów lat. Geostanowisko w Ipolytarnóc – nazywane „prehistorycznymi Pompejami” – skrywa skamieniałości zachowane dzięki warstwie tufu wulkanicznego, która osadziła się po wybuchu wulkanu. |
| 1498    | System umocnień u zbiegu Dunaju i Wagu w Komárnie System of Fortifications at the Confluence of the Rivers Danube and Váh in Komárno - Komárom |         | Komárom Komárom-Esztergom 47°35′00″N 18°20′00″E/47,583333 18,333333 | K (i)(ii)(iv)(v)   | 2007 | Historyczny system fortyfikacji w mieście Komárom u ujścia Wagu do Dunaju. Twierdze wznoszono tu od czasów rzymskich – w średniowieczu powstała Stara Twierdza, w poł. XIX w. Austro-Węgry zbudowały tu jedną z trzech wielkich twierdz do obrony wschodnich granic cesarstwa (obok twierdz w Przemyślu i Petrovaradinie), pod koniec XIX w. powstały tu trzy kolejne twierdze: Fort Monostor, Fort Csillag i Fort Igmandi. Po drugiej stronie rzeki, na Słowacji znajduje się umocnione miasto bliźniacze – Komárno. |
| 5366    | Niezależna pre-modernistyczna architektura Ödöna Lechnera: Muzeum Sztuki Stosowanej w Budapeszcie Gimnazjum Szent László w Budapeszcie Muzeum Geologiczne w Budapeszcie Bank Pocztowy w Budapeszcie Ratusz w Kecskemét Ödön Lechner’s independent pre-modern architecture |         | Budapeszt 47°29′10″N 19°04′06″E/47,486111 19,068333 47°29′13″N 19°07′55″E/47,486944 19,131944 47°30′19″N 19°05′50″E/47,505278 19,097222 47°30′15″N 19°03′08″E/47,504167 19,052222 Bács-Kiskun 46°54′22″N 19°41′29″E/46,906111 19,691389 | K (i)(ii)(iii)(iv) | 2008 | Ödön Lechner (1845–1914) stworzył niezależny, regionalny styl architektoniczny łączący tradycyjne elementy ludowej sztuki węgierskiej z elementami sztuki wschodniej. Lechner jako twórca samodzielnego węgierskiego stylu architektonicznego miał wielu naśladowców, do tego grona zaliczali się m.in. István Medgyaszay, Béla Lajta czy Aladár Árkay. |
| 5452    | Granice Cesarstwa Rzymskiego – Ripa Pannonica na Węgrzech Frontiers of the Roman Empire – Ripa Pannonica in Hungary |         | Baranya Bács-Kiskun Fejér Győr-Moson-Sopron Komárom-Esztergom Pest Tolna | K (ii)(iii)(iv)    | 2009 | Ripa Pannonica – zewnętrzna granica prowincji rzymskiej Panonii, przebiegająca na Dunaju – naturalnej barierze – i nie wymagająca budowy umocnionej granicy. Wzdłuż naturalnej granicy wznoszono niewielkie forty, osady przygraniczne, drogi i wieże obserwacyjne, a na wyspach rzecznych – punkty graniczne. Węgierski odcinek dawnej granicy (415 km) przebiega na prawym brzegu Dunaju. |
| 6264    | Sieć skansenów na Węgrzech The Network of Rural Heritage Buildings in Hungary |         | Hu | K (ii)(iii)(vi)    | 2017 | Węgierska Sieć Chat Wiejskich powstała w poł. XX w. w celu zachowania i ochrony tradycyjnych zabudowań wiejskich wraz z wyposażeniem w ich oryginalnym otoczeniu. Łączy parki etnograficzne, gdzie na wolnym powietrzu zachowały się oryginalne zabudowania mieszkalne i gospodarcze. Sieć obejmuje kilkaset budynków. |
| 6267    | Siedziby królewskie w Ostrzyhomiu i Wyszehradzie z dawnym lasem królewskim w górach Pilis Royal Seats in Esztergom, Visegrád with the former Royal Wood in the Pilis Mountain                                                                                             |         | Komárom-Esztergom Pest | K (ii)(iii)(iv)(v) | 2017 | Region Pilis leży w centrum dawnego Królestwa Węgier i do dziś zachowały się tu historyczne struktury ziemi uprawnej i lasów założone w średniowieczu. Znajduje się tu Ostrzyhom – najwcześniejsza siedziba królewska (do 1249 roku) a także Wyszehrad – siedziba królewska w latach 1323–1410. |
| 6268    | Drewniane dzwonnice w regionie Górnej Cisy Wooden bell-towers in the Upper Tisza-Region |         | Szabolcs-Szatmár-Bereg | K (ii)(iii)(iv)    | 2017 | Sakralna architektura drewniana w regionie górnej Cisy przeżywała rozkwit w XVII–XVIII w. Do XXI w. nie zachował się żaden kościół drewniany w swoim oryginalnym miejscu, przetrwały jedynie drewniane dzwonnice. Do najlepiej zachowanych należą dzwonnice zborów Kościoła Reformowanego w Nyírbátor, Nagyszekeres, Kölcse, Zsurk, Vámosatya, Lónya i Tiszacsécse. |
| 6269    | Krajobraz kulturowy Wzgórz Balatońskich Balaton Uplands Cultural Landscape |         | Veszprém Zala 46°58′33″N 17°55′46″E/46,975833 17,929444 | K, P (iv)(v)(vii)  | 2017 | Wzgórza Balatońskie znajdują się na północnym brzegu Balatonu, obejmują m.in. półwysep Tihany, Basen Tapolca, Basen Káli oraz jezioro termalne Hévíz. Znajduje się tu również wiele zabytków, m.in. siedziby węgierskich rodów szlacheckich (np. pałac rodu Festetics w Keszthely) czy stare miasto w Balatonfüred. |